# Nieuw Nickerie
Nova Nickerie (em neerlandês: Nieuw Nickerie) é a terceira maior cidade do Suriname, com uma população estimada em 14.799. É a capital do distrito de Nickerie, e o fim da ligação Leste-Oeste.

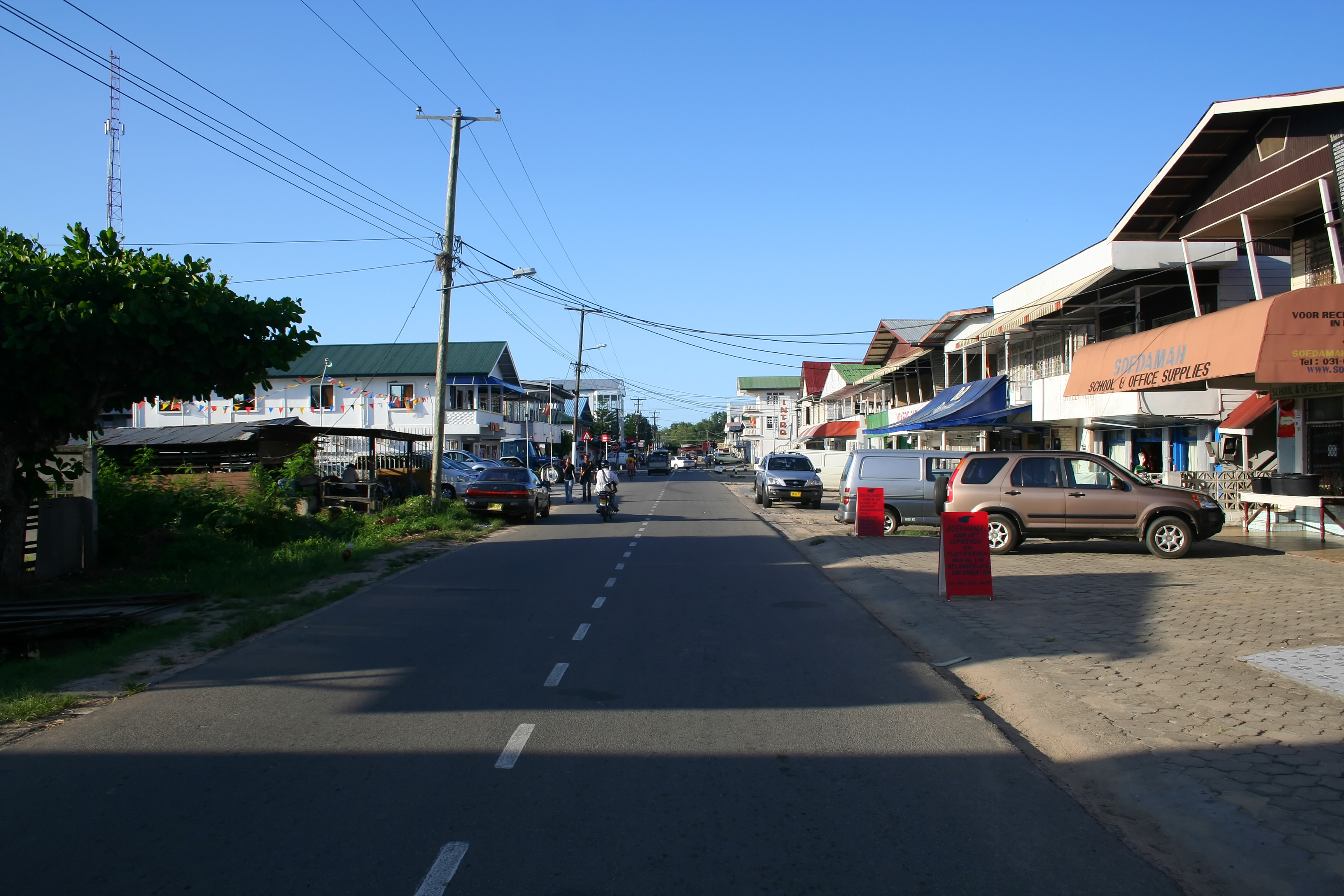
Niew Nickerie

Nova Nickerie fica na foz do rio Nickerie junto à costa do Atlântico, em frente à foz do rio Corantijn (Courantine) e a cidade guianense de Corriverton (Springlands), para que uma balsa serviço funciona.
As principais indústrias são bananas e arroz. A cidade contém um mercado e vários hotéis, incluindo o Ameerali Hotel, Hotel de Presidente, Tropical Hotel, Hotel de Vesting e Residence Inn.

## Infraestrutura
A cidade conta com um aeroporto, Aeroporto de Nieuw Nickerie, que faz 4 voos por dia para a capita Paramaribo.